# Sonate pour piano no 31 de Joseph Haydn
La Sonate pour piano no 31 Hob.XVI.46 est une sonate pour pianoforte de Joseph Haydn composée entre 1768 et 1770.

## Structure
1. Allegro moderato : battements puissants à la main gauche et sextolets aériens de doubles-croches à la main droite installent un contraste appuyé.
2. Adagio en bémol majeur : contrepoint linéaire qui rappelle le Concerto italien de Jean-Sébastien Bach.

## Source
- François-René Tranchefort, Guide de la musique de piano et clavecin éd. Fayard p. 400  (ISBN 2-213-01639-9)